# Losing Sleep (Edwyn Collins)
Losing Sleep è il settimo album in studio del musicista britannico Edwyn Collins, pubblicato il 13 settembre 2010.

## Tracce
1. Losing Sleep – 3:21
2. What Is My Role? (feat. Ryan Jarman) – 4:20
3. Do It Again (feat. Alex Kapranos e Nick McCarthy) – 3:12
4. Humble – 3:22
5. Come Tomorrow, Come Today (feat. Johnny Marr) – 2:58
6. Bored – 4:25
7. In Your Eyes (feat. The Drums) – 4:07
8. I Still Believe in You (feat. Ryan Jarman) – 3:33
9. Over the Hill – 3:35
10. It Dawns on Me (feat. Romeo Stodart) – 3:53
11. All My Days (feat. Roddy Frame) – 3:15
12. Searching for the Truth – 2:18